# Thạch cao
Thạch cao là khoáng vật trầm tích hay phong hóa rất mềm, với thành phần là muối calci sulfat ngậm 2 phân tử nước (CaSO4.2H2O). Tinh thể hạt, bột... khối lượng riêng 2,31-2,33 g/cm³.

## Sử dụng
Khoáng thạch cao (gypsum, CaSO4.2H2O) nung ở ~150 °C nhận được "thạch cao khan":
CaSO4·2H2O → CaSO4·0,5H2O (thạch cao khan) + 1,5H2O (dưới dạng hơi).
Thạch cao khan đem nghiền thành bột, nếu trộn bột này với nước thì thành vữa thạch cao. Đem vữa thạch cao ở trạng thái tươi đi đổ khuôn sau đó đợi ninh kết (sản phẩm thủy hóa lại là CaSO4.2H2O và một phần chưa thủy hóa vẫn là CaSO4.0,5H2O) thì nhận được vật liệu màu trắng có cường độ và độ ổn định nhất định (tên của dạng vật liệu cuối cùng nhận được này thường được gọi một cách đơn giản là "thạch cao" hay khuôn thạch cao).
Bột thạch cao khan được dùng trong công nghiệp xi măng, tấm thạch cao, gạch men, giấy, kỹ thuật đúc tượng, bó bột.
Nếu nung ở nhiệt độ cao hơn, phản ứng xảy ra:
CaSO4·2H2O → CaSO4 + 2H2O.
Tuy nhiên CaSO4 không có giá trị sử dụng như CaSO4·0,5H2O.